# Bürgerweide (Hamburg)

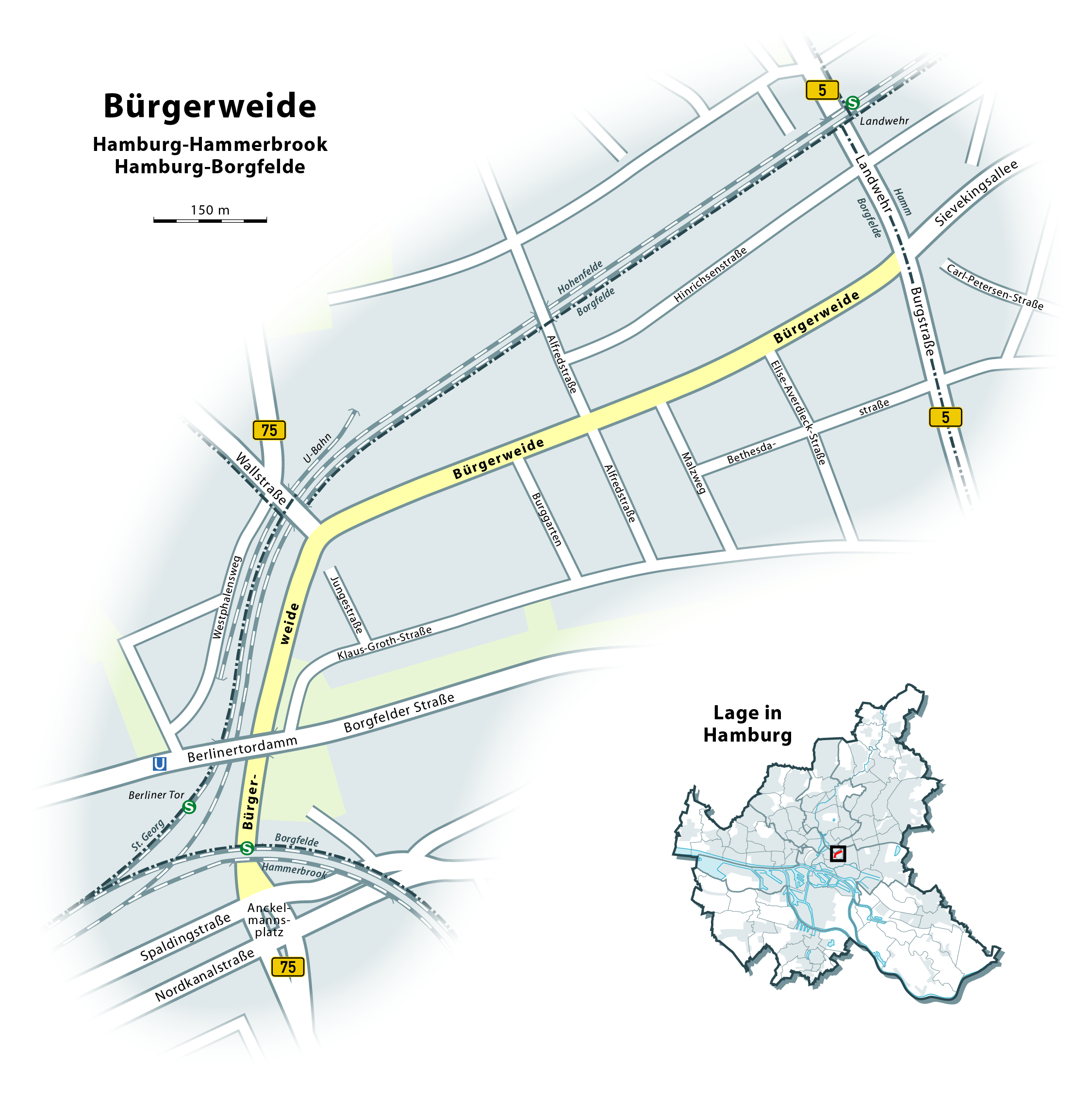
Lage und Verlauf der Bürgerweide

Die Bürgerweide ist eine 1,3 Kilometer lange Innerortsstraße in den Hamburger Stadtteilen Hammerbrook und Borgfelde. Als wichtige Verbindung vom Stadtzentrum zur Anschlussstelle Horn der Autobahn 24 („Horner Kreisel“) zählt sie zum Hauptverkehrsstraßennetz von Hamburg und wird täglich von rund 33.000 Fahrzeugen befahren. Sie ist durchgängig 6-streifig ausgebaut und hat einen begrünten Mittelstreifen mit Bäumen; ihre amtliche Schlüsselnummer ist B 686. Architektonisch geprägt wird sie durch mehrere repräsentative Stiftsbauten aus dem 19. Jahrhundert.

## Verlauf

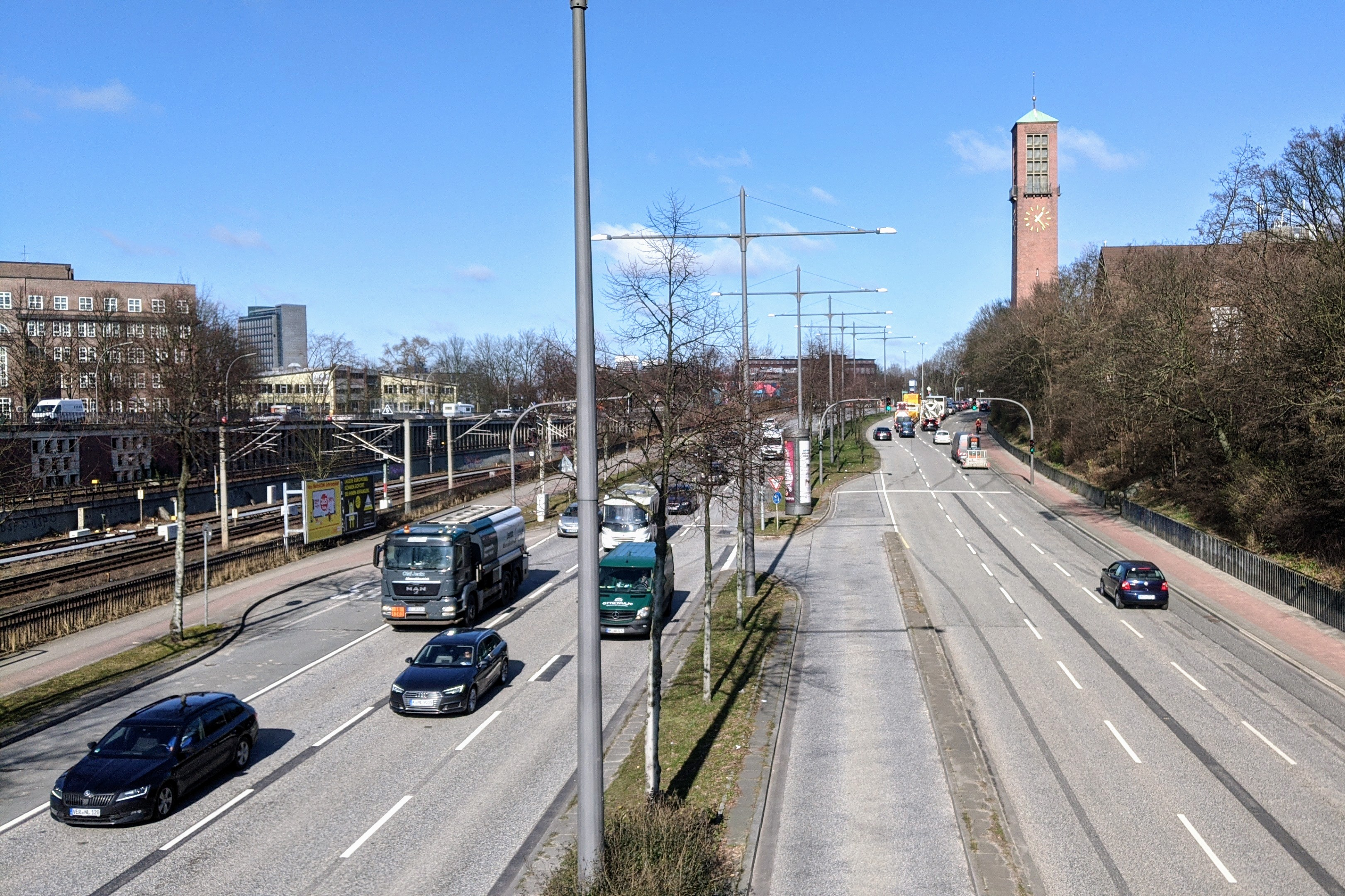
Westlicher Abschnitt der Bürgerweide, Blickrichtung Norden, rechts der Turm der Borgfelder Erlöserkirche.

Die Bürgerweide beginnt am Anckelmannsplatz in Hammerbrook (Lage), wo von Süden her der Heidenkampsweg (B 75) von den Elbbrücken kommend einmündet und nach Osten hin die Eiffestraße als Verbindung zur B 5 abgeht. Die Bürgerweide verläuft ab hier zunächst in grob nördlicher Richtung, unterquert nach etwa 80 Metern die S- und Fernbahngleise nach Bergedorf und Berlin beim Bahnhof Berliner Tor und führt dann weiter den Geesthang hinauf, parallel zu den Gleisen der Hamburg-Lübecker-Eisenbahn. Auf diesem ca. 400 Meter langen westlichen Abschnitt ist die Bürgerweide selbst Teil der B 75, bevor diese über die Wallstraße und den Steinhauerdamm weiter nach Norden verläuft, während die Bürgerweide in nordöstlicher Richtung abknickt. Nach weiteren rund 850 Metern endet die Bürgerweide an der Kreuzung Landwehr/Burgstraße (B 5) und geht hier in die weiter ostwärts verlaufende Sievekingsallee über (Lage).

## Geschichte, Namensherkunft und Bebauung
Angelegt wurde die Straße in den 1860er Jahren, als das Gebiet des heutigen Borgfelde nach Aufhebung der Torsperre als Stadterweiterungsgebiet erschlossen wurde. Sie hieß zunächst „An der Bürgerweide“, seit 1899 nur noch Bürgerweide. Der Name erinnert an die einstige Nutzung des vor der Stadtbefestigung gelegenen Geländes als Weideland für Hamburger Bürger, von der möglicherweise auch der Stadtteilname Borgfelde herrührt. Ursprünglich begann die Bürgerweide an der Wallstraße, später wurde sie zunächst bis zum Berlinertordamm verlängert. Im Zuge des autogerechten Ausbaus nach dem Zweiten Weltkrieg wurde sie 1958–1960 schließlich unter dem Berlinertordamm hindurch bis zum Anckelmannsplatz weitergeführt und verbreitert.
Während die Südseite der Straße überwiegend mit Wohnblöcken aus dem Wiederaufbau nach dem Zweiten Weltkrieg bebaut ist, wird die Nordseite von mehreren repräsentativen Wohnstiften aus dem späten 19. Jahrhundert gesäumt. Die Stiftungen bestehen zum Teil schon seit dem späten Mittelalter und wurden nach dem Hamburger Brand von 1842 gezielt aus der Innenstadt in die neuen Vorstädte umgesiedelt, darunter auch nach Borgfelde. Zwischen diesen Stiftsbauten befindet sich die ebenfalls unter Denkmalschutz stehende katholische Sankt-Ansgar-Schule. Ein weiteres Stiftsgebäude (Mathiasstift) aus dem Jahr 1882 hat sich in der nördlich angrenzenden Hinrichsenstraße erhalten. Vor dem Krieg gab es in dem Gebiet insgesamt elf Wohnstifte, womit Borgfelde neben Eppendorf und St. Georg seinerzeit ein Zentrum dieser besonderen gemeinnützigen Wohnform in Hamburg war. Seit Anfang 2021 ist das Gebiet nördlich der Bürgerweide bis zur Bahntrasse durch eine städtebauliche Erhaltungsverordnung geschützt.

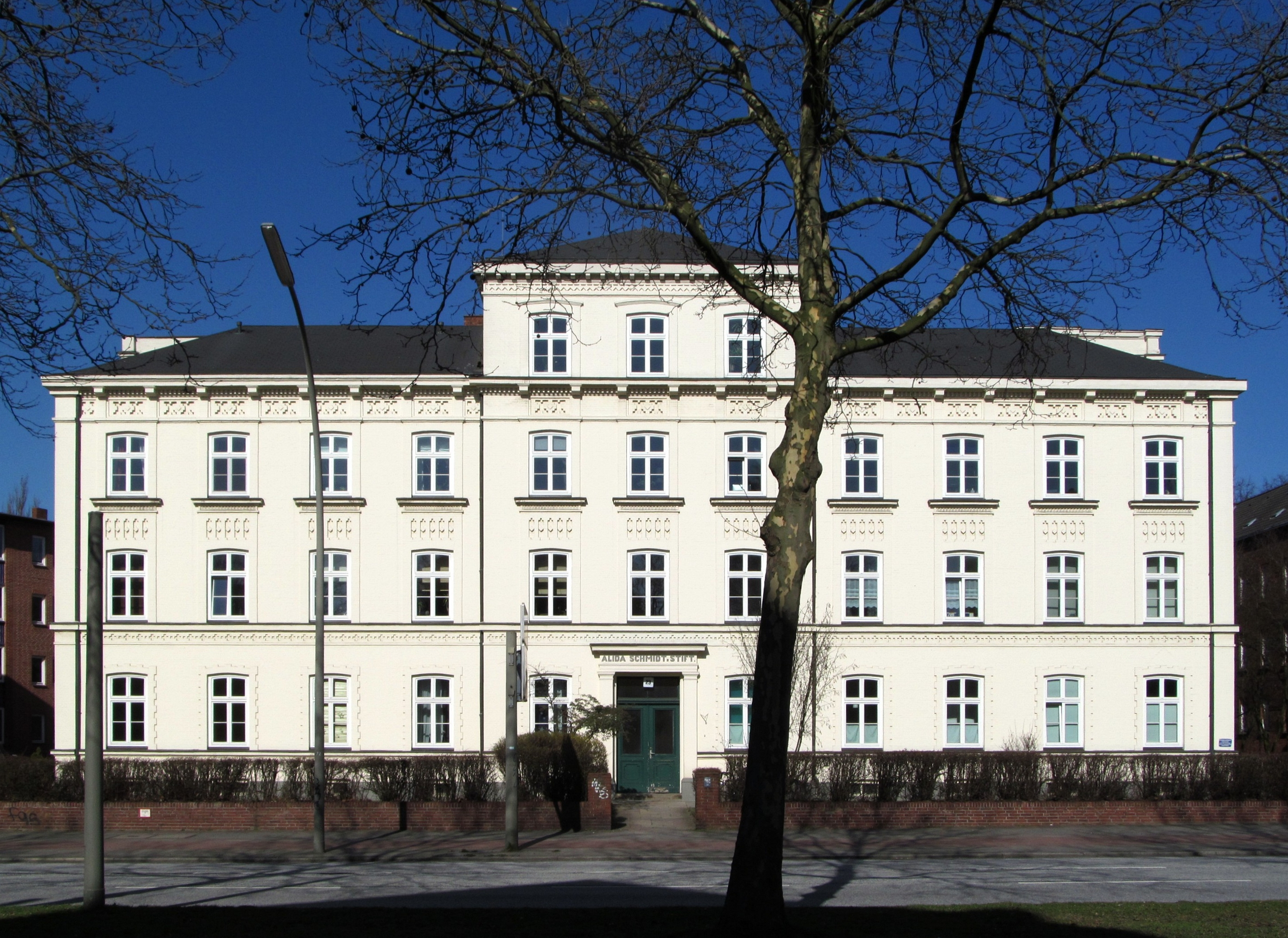
Alida-Schmidt-Stift (Bürgerweide 23) gegründet 1874 von der Kaufmannswitwe Ida Schmidt und seit 1875 im Gebäude von Albrecht Rosengarten, der zu jener Zeit mehrere solcher Stiftsbauten in Hamburg schuf
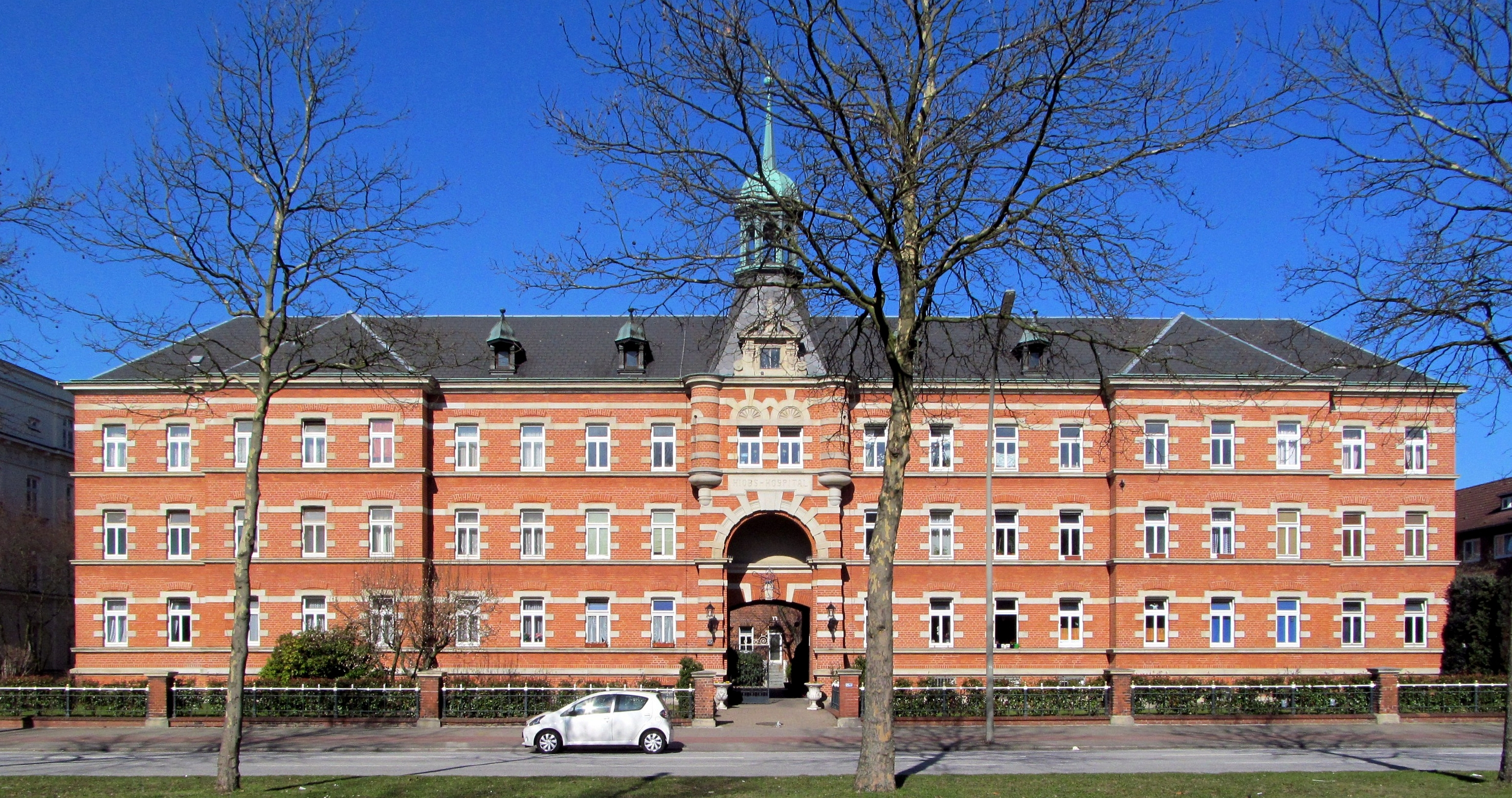
Hiobs-Hospital (Bürgerweide 25) errichtet 1505 als „Pockenhus“ für an Syphilis Erkrankte, 1824 in ein Wohnstift umgewandelt, ursprünglich an der Spitalerstraße, seit 1883/84 am jetzigen Standort
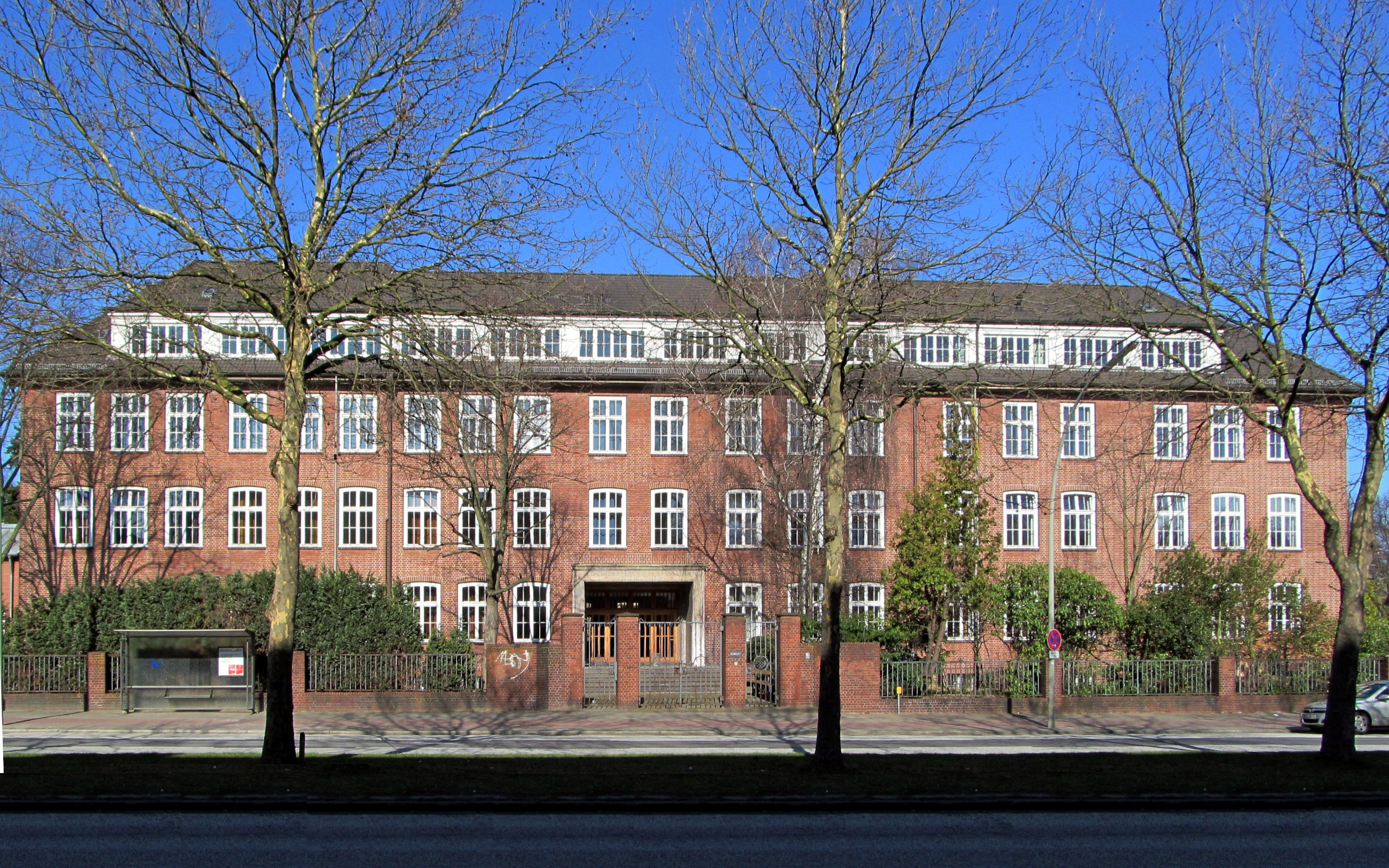
Sankt-Ansgar-Schule (Bürgerweide 33) 1953 auf den Grundmauern einer im Zweiten Weltkrieg zerstörten ehemaligen Volksschule errichtet
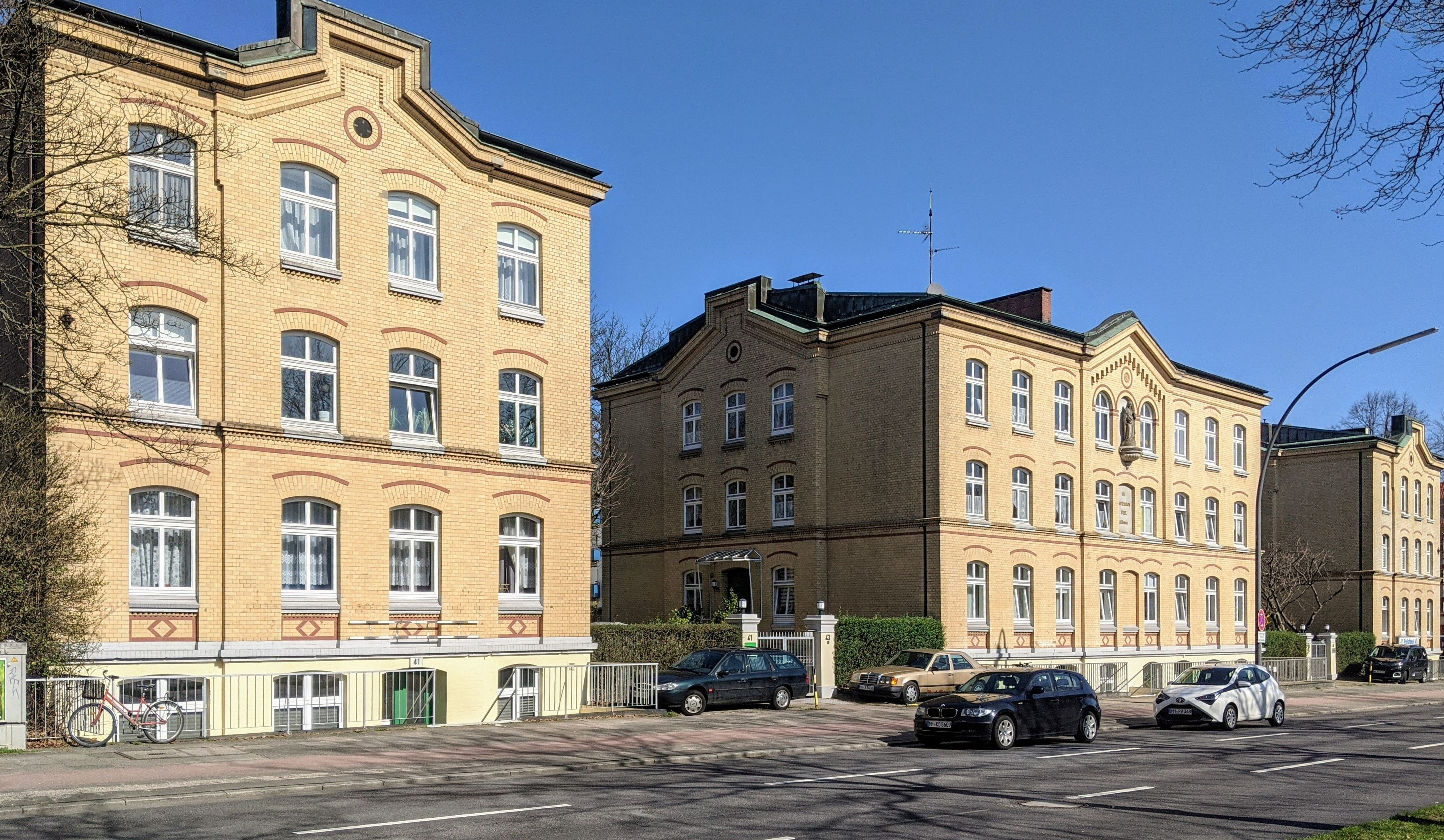
St. Gertrud-Stift (Bürgerweide 41–45) 1454 gegründetes Wohnstift, seit 1883/84 am jetzigen Standort und heute im Verbund der Hartwig-Hesse-Stiftung
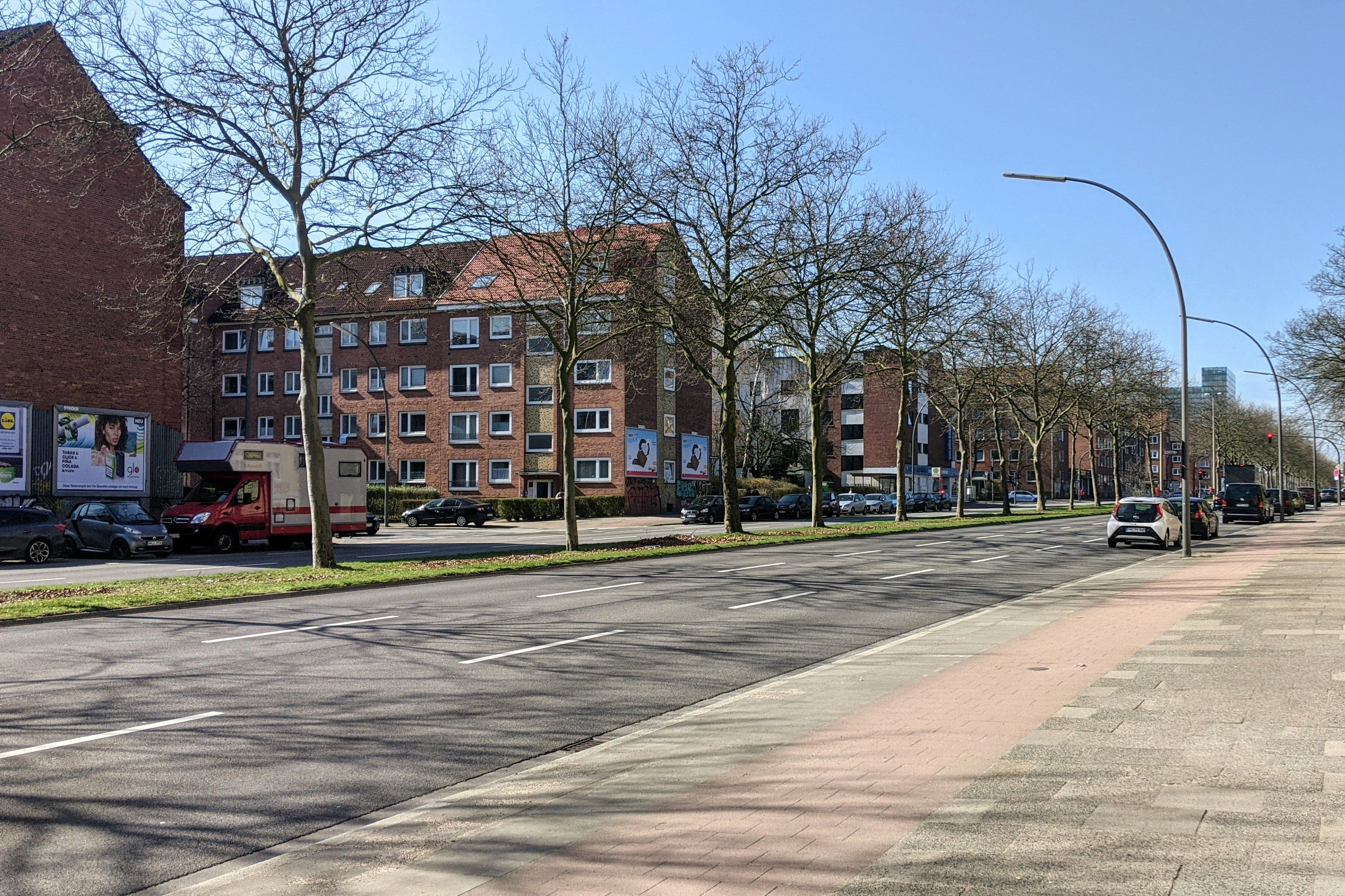
Nachkriegs-Wohnbebauung auf der Südseite, Blickrichtung stadteinwärts